# Episodi di Z Nation (quarta stagione)
La quarta stagione della serie televisiva Z Nation, composta da 13 episodi, è stata trasmessa in prima visione negli Stati Uniti d'America dall'emittente Syfy dal 29 settembre 2017.
In Italia la quarta stagione è stata resa disponibile dal 1º maggio 2018 su Netflix.
| n° | Titolo originale           | Titolo italiano                   | Prima TV USA      | Prima TV Italia |
| -- | -------------------------- | --------------------------------- | ----------------- | --------------- |
| 1  | Warren's Dream             | Il sogno di Warren                | 29 settembre 2017 | 1º maggio 2018  |
| 2  | Escape from Zona           | Fuga da Zona                      | 6 ottobre 2017    | 1º maggio 2018  |
| 3  | The Vanishing              | Scomparsi                         | 13 ottobre 2017   | 1º maggio 2018  |
| 4  | A New Mission: Keep Moving | Una nuova missione: andare avanti | 20 ottobre 2017   | 1º maggio 2018  |
| 5  | The Unknowns               | In trappola                       | 27 ottobre 2017   | 1º maggio 2018  |
| 6  | Back From the Undead       | Ritorno dai non morti             | 3 novembre 2017   | 1º maggio 2018  |
| 7  | Warren's Wedding           | Il matrimonio di Warren           | 10 novembre 2017  | 1º maggio 2018  |
| 8  | Crisis of Faith            | Sfiducia                          | 17 novembre 2017  | 1º maggio 2018  |
| 9  | We Interrupt This Program  | Interrompiamo le trasmissioni     | 24 novembre 2017  | 1º maggio 2018  |
| 10 | Frenemies                  | Nemici amici                      | 1º dicembre 2017  | 1º maggio 2018  |
| 11 | Return to Mercy Labs       | Ritorno ai laboratori Mercy       | 8 dicembre 2017   | 1º maggio 2018  |
| 12 | Mt. Weather                | Mount Weather                     | 15 dicembre 2017  | 1º maggio 2018  |
| 13 | The Black Rainbow          | Arcobaleno nero                   | 15 dicembre 2017  | 1º maggio 2018  |

## Il sogno di Warren
- Titolo originale: Warren's Dream
- Diretto da: Abram Cox
- Scritto da: Karl Schaefer

### Trama
Due anni dopo la fine della scorsa stagione, Roberta Warren si risveglia dal coma e scopre di essere a Zona insieme a Murphy, dove fa la conoscenza del Fondatore di Zona stesso. Doc ritrova Diecimila e Red, che viene a sapere della morte di Cinquemila, non sopravvissuto alla caduta dalla montagna. I tre si mettono in viaggio e arrivano ad un accampamento gestito dal tenente Mueller. Nell'accampamento improvvisato è presente anche la dottoressa Sun Mei. Addy invece, che ha perso l'occhio destro è in viaggio insieme a Lucy verso Newmerica, un presunto rifugio sicuro dall'apocalisse. Warren, che per meriti è diventata generale, decide che non può vivere a Zona fra i finti agi che le concedono Murphy e il Fondatore. Decide quindi di scappare e, eludendo la sorveglianza di Murphy, fugge.
- Guest star: Michael Berryman (Il Fondatore).
- Altri interpreti: Tara Holt (Lucy Murphy), Michael Oaks (Mr. Sunshine), Frank Boyd (Dr. Harold Teller), Chris Labrum (Burgess), Jerry L. Buxbaum (Sgt. Czarnecki), Jasmine Wright (La Cortigiana).

## Fuga da Zona
- Titolo originale: Escape from Zona
- Diretto da: Abram Cox
- Scritto da: John Hyams

### Trama
Addy e Lucy vengono catturate. Il gruppo di soldati le porta incappucciate in un posto segreto mentre a Zona succede qualcosa di strano: gli abitanti, solitamente tranquilli e pacifici, non appena sono testimoni di un investimento, invece di intervenire per salvare l'uomo investito da un'autovettura, gli si avvicinano e lo divorano. Warren e Murphy vengono avvicinati dallo scienziato Harold Teller che rivela loro la precarietà della situazione; tutti gli abitanti che sono stati sottoposti al vaccino entro 72 ore sono destinate ad impazzire e a diventare assassini mangiatori di uomini ma non zombie. Nel mentre Murphy, Warren e lo scienziato scappano in elicottero, una battaglia furiosa scoppia nel bosco dove i soldati hanno rapito Lucy e Addy. Gli assalitori sono nientemeno che Doc, Diecimila e altri soldati del campo, solo alla fine Addy si rende conto di avere Diecimila nel mirino e si ritira ma viene colpita proprio mentre un soldato, trasformatosi in zombie e colpito più volte alla testa ma sempre "vivo" e in piedi, cerca di avvicinarsi alla capanna dove sono rinchiuse. Lucy viene portata via dall'unico soldato di Zona ancora sopravvissuto mentre Addy rimane da sola. Al campo, la dottoressa Sun Mei si rende conto di quello che sta succedendo mentre Warren, Murphy e lo scienziato Teller, che sta sempre peggio e sta per trasformarsi, si avvicinano all'elicottero che li porterà in salvo.
- Guest star: Michael Berryman (Il Fondatore).
- Altri interpreti: Tara Holt (Lucy Murphy), Michael Oaks (Mr. Sunshine), Frank Boyd (Dr. Harold Teller), Chris Labrum (Burgess), Peter Jacobs (Mr. Spears), Vincent Brady (Winslow), Jerry L. Buxbaum (Sgt. Czarnecki).

## Scomparsi
- Titolo originale: The Vanishing
- Diretto da: Alexander Yellen
- Scritto da: John Hyams

### Trama
Warren e Murphy riescono a congiungersi ai pochi rimasti del gruppo tra i quali c’è pure Lucy che non è entusiasta di vedere il padre poiché pensa la abbia abbandonata. Red e Sun Mei scompaiono misteriosamente dal campo in cui aspettavano i soldati per scappare in "Nuova America" che si trova in Canada e si crede un posto sicuro poiché il freddo congela gli zombie.
- Altri interpreti: Tara Holt (Lucy Murphy), Michael Oaks (Mr. Sunshine), Natalie Jongjaroenlarp (Red), Chris Labrum (Burgess), Jerry L. Buxbaum (Sgt. Czarnecki).

## Una nuova missione: andare avanti
- Titolo originale: A New Mission: Keep Moving
- Diretto da: Keith Allan
- Scritto da: Delondra Williams

### Trama
Il gruppo arriva in un labirinto di auto. Warren comincia ad avere delle visioni su un arcobaleno nero ed una pioggia che corrode qualsiasi cosa tocchi. Il gruppo è deciso ad andare in Nuova America ma Warren riesce a convincerli a seguirla verso est. Lilley dà dimostrazione di essere un ottimo soldato. Continuano le divergenze tra Lucy e Murphy.
- Altri interpreti: Tom Olson (Uomo con i ratti).
- Curiosità: Tara Holt nel ruolo di Lucy Murphy a partire da questo episodio entra a far parte del cast principale.

## In trappola
- Titolo originale: The Unknowns
- Diretto da: J.D. McKee
- Scritto da: Craig Engler

### Trama
Il gruppo viene rapito da una forza misteriosa e finisce in un labirinto sotterraneo, dove la sopravvivenza dipende dal portare a termine i compiti assegnati. Dopo molte peripezie il gruppo riesce a fuggire ma a caro prezzo, infatti Murphy viene morso da uno zombie e rischia la trasformazione (dato che a Zona lo hanno curato ed ora non è più immune).
- Altri interpreti: Marti Matulis (Soldato di Zona), Drew Hobson (Uomo disperato), Amanda Steen (Donna del piede di porco).

## Ritorno dai non morti
- Titolo originale: Back From the Undead
- Diretto da: Alexander Yellen
- Scritto da: Michael Cassutt

### Trama
Il gruppo segue Warren che è influenzata dalle visioni, in un laboratorio. Murphy rimane con Lucy all'entrata poiché Murphy sta molto male a causa del morso di zombie. Warren e il resto del gruppo conosce il dottor Caligari che chiede la grazia dopo aver spiegato l'esperimento che lo lega al suo collega Charlie. Lucy capisce che cresce più rapidamente se morde qualcuno, infatti per salvare il padre lo morde plurime volte e quindi invecchia fino al punto di morire. Murphy e il gruppo la seppelliscono, tutti ne escono devastati. Il gruppo riparte con Warren che ha raccolto una bombola che le sarà utile in futuro.
- Altri interpreti: Jason Pead (Dr. Caligari), Sara Coates (Lucy #2), Madonna Magee (Lucy #3).

## Il matrimonio di Warren
- Titolo originale: Warren's Wedding
- Diretto da: Steve Graham
- Scritto da: Steve Graham

### Trama
Il gruppo arriva in un luna park gestito da una banda di stupidi uomini vestiti da clown. Si assisterà ad una festa scalmanata e un litigo tra madre e figlio.
- Altri interpreti: Susanna Burney (Janice), Joe Doyle (Re del clan), Daniel Schaefer (Sacerdote del clan).

## Sfiducia
- Titolo originale: Crisis of Faith
- Diretto da: Jennifer Derwingson
- Scritto da: Jennifer Derwingson

### Trama
Rintanati in una chiesa al confine con il Canada, il gruppo respinge degli zombie e incontra un profanatore di tombe che aiuta Warren a prendere una decisione. Murphy intanto riesce a provare lo stesso dolore che prova Warren delle sue visioni.
- Guest star: Drew Highlands (Louis).
- Altri interpreti: Kodiak Lopez (JZ).
- Non accreditati: Darlene Mccarty (Nana).

## Interrompiamo le trasmissioni
- Titolo originale: We Interrupt This Program
- Diretto da: Dan Merchant
- Scritto da: Dan Merchant

### Trama
Il gruppo arriva in una città ed entra in uno studio televisivo dove si alterna la perlustrazione dell'edificio alla devastazione dello studio televisivo il primo giorno di epidemia.
- Guest star: Reine Swart (Carly McFadden), Pat Cashman (Jack Kingman).
- Altri interpreti: Michael Oaks (Mr. Sunshine), Kodiak Lopez (JZ), Kent Loomer (Bruce), Mitchell Shohet (Doug), Keiko Green (Direttrice di scena), Tyler Andre (Mike Renfro), Marlon Taylor (Mitchell).
- Non accreditati: Darlene Mccarty (Nana).

## Nemici amici
- Titolo originale: Frenemies
- Diretto da: Juan Mas
- Scritto da: Abram Cox

### Trama
Doc incontra delle vecchie conoscenze da un barbiere dalla faccia conosciuta. Warren combatte tra la tempesta di schiuma tossica e le visioni dell'arcobaleno e del dottor Harold Teller, intanto un uomo di Zona si intrufola nei file della base del Cittadino Z e ruba dati top secret riguardo "arcobaleno nero".
- Guest star: Mark Carr (Sketchy McClain), Doug Dawson (Skeezy), Jerry Sciarrio (Salazar), Jim Hamerlinck (Tiny), Aaron Fink (Dale), D.R. Anderson (Roy).
- Altri interpreti: Frank Boyd (Dr. Harold Teller).

## Ritorno ai laboratori Mercy
- Titolo originale: Return to Mercy Labs
- Diretto da: Jodi Binstock
- Scritto da: Jodi Binstock

### Trama
Il gruppo ritorna nei laboratori Mercy dove per la prima volta il gruppo aveva incontrato il dottor Teller. Diecimila si dispiace poiché trova la vecchia fionda di Cinquemila, più o meno tutti si abbandonano ai ricordi. Entrati nei laboratori fanno delle scoperte sconvolgenti. Warren riesce a prendere la seconda bombola che le servirà in seguito, Murphy e Doc ritrovano il corpo della moglie di Teller e in un luogo nascosto il corpo di loro figlio Andrew intrappolato nell'ambra. Warren concede la grazia ad Andrew e Murphy pone la madre vicino a lei. Grazie alla corrente il gruppo si mette in contatto con Kaya e il Cittadino Z e da loro apprendono il vero significato dell'arcobaleno nero. Lilley è in disaccordo con Warren sulla grazia di Andrew poiché anche lei era stata abbandonata dai genitori ma Warren le ricorda che ormai per lui non era rimasto più nessuno poiché la madre era morta nei laboratori Mercy pochi anni prima e il padre è morto a Zona pochi mesi prima.
- Guest star: Natalie Jongjaroenlarp (Red), Holden Goyette (Cinquemila).
- Altri interpreti: Kodiak Lopez (JZ), Luke Alden (Andrew Teller), Frank Boyd (Dr. Harold Teller).
- Non accreditati: Darlene Mccarty (Nana).

## Mount Weather
- Titolo originale: Mt. Weather
- Diretto da: Dan Merchant
- Scritto da: Craig Engler

### Trama
Warren e il gruppo devono fermare Zona dall'avvio dell'operazione Arcobaleno nero, dovranno prima passare per Mount Weather, il luogo dove attualmente si rifugia il Presidente degli Stati Uniti d'America, poiché hanno bisogno delle sue impronte digitali.
- Guest star: Ina Chang (Presidentessa Jane Carlson).
- Altri interpreti: Michael Oaks (Mr. Sunshine), David S. Hogan (Agente Johnson 1), Justin Torrence (Agente Johnson 2), David Natale (Scienziato).

## Arcobaleno nero
- Titolo originale: The Black Rainbow
- Diretto da: Abram Cox
- Scritto da: Karl Schaefer & Daniel Schaefer

### Trama
Il gruppo si trova a Washington per disinnescare manualmente il quarto attacco statunitense denominato "Arcobaleno nero", seguono le visioni di Warren finché non si trovano di fronte alla plancia di comando della stazione di lancio, il tenente segue le istruzioni impartitegli dal dottor Teller, una volta completato il compito si dirige verso l'aereo per impostare le bombolette raccolte durante il viaggio. Viene avvicinata da un losco individuo di Zona che cerca di atterrarla, senza successo. Una volta posizionate le bombolette ed uscita dall'aereo, l'uomo di Zona si rialza e la atterra, in quel momento Warren ha l'ultima visione che le fa capire che in realtà lei è l'artefice del reset e che è stata tratta in inganno dal dottor Teller, il quale d'accordo con il Fondatore di Zona. Si precipita immediatamente all'aereo nel tentativo di porre rimedio al suo sbaglio, rimanendoci bloccata e partendo in esso, il gruppo non fa in tempo ad arrivare ad aiutarla e la vedono allontanarsi nell'orizzonte. Nel frattempo dal velivolo vengono rilasciate delle spore che formano un arco, come l'arcobaleno nero della visione di Warren. Diecimila e Lilley si baciano mentre Murphy e Doc attendono il loro destino guardando il cielo. La scena si chiude con Warren che precipita insieme al mezzo e che invoca la grazia per se stessa.
- Guest star: Michael Berryman (Il Fondatore), Michael Oaks (Mr. Sunshine), Frank Boyd (Dr. Harold Teller).